# Ernst Heinrich Karlen
Ernst Heinrich Karlen, né le 1er février 1922 à Törbel en Suisse, et mort le 28 octobre 2012 à Bulawayo en Zimbabwe, est un prélat zimbawéen d'origine suisse.

## Biographie
Ernst Karlen est ordonné prêtre en 1947 dans la congrégation des missionnaires de Mariannhill et nommé évêque d'Umtata en Afrique-du-Sud en 1968 et consacré par John Gordon avec comme co-consécrateurs Joseph Grueter (de) et Alfonso Liguori Morapeli (de). En 1974 il devient évêque de Bulawayo en Zimbabwe, puis promu archevêque en 1994. Ernst Karlen prend sa retraite en 1997. Il meurt en 2012.